# St. Simons (Geòrgia)
St. Simons és una concentració de població designada pel cens dels Estats Units a l'estat de Geòrgia. Segons el cens del 2000 tenia 13.381 habitants.

## Demografia
Segons el cens del 2000, St. Simons tenia 13.381 habitants, 6.196 habitatges, i 3.804 famílies. La densitat de població era de 311 habitants/km².
Dels 6.196 habitatges en un 22,5% hi vivien nens de menys de 18 anys, en un 52,8% hi vivien parelles casades, en un 6,8% dones solteres, i en un 38,6% no eren unitats familiars. En el 32,9% dels habitatges hi vivien persones soles el 13,3% de les quals corresponia a persones de 65 anys o més que vivien soles. El nombre mitjà de persones vivint en cada habitatge era de 2,14 i el nombre mitjà de persones que vivien en cada família era de 2,71.
Per edats la població es repartia de la següent manera: un 19,3% tenia menys de 18 anys, un 4,6% entre 18 i 24, un 24,1% entre 25 i 44, un 30,7% de 45 a 60 i un 21,4% 65 anys o més.
L'edat mediana era de 46 anys. Per cada 100 dones de 18 o més anys hi havia 83,8 homes.
La renda mediana per habitatge era de 58.475 $ i la renda mediana per família de 73.580 $. Els homes tenien una renda mediana de 50.725 $ mentre que les dones 32.351 $. La renda per capita de la població era de 37.256 $. Entorn del 2,4% de les famílies i el 4,5% de la població estaven per davall del llindar de pobresa.

## Poblacions més properes
El següent diagrama mostra les poblacions més properes.